# Wenckstern (Automarke)
Die Wenckstern GmbH ist ein deutscher Automobil-Hersteller mit Sitz in Norderstedt, Schleswig-Holstein. Er baut, von Hot Rods inspiriert, einsitzige Leichtfahrzeuge. Das Unternehmen wurde im Jahr 2009 von Maik Wenckstern gegründet.

## Geschichte
Die Geschichte der Wenckstern GmbH begann im Jahr 2008 mit der Entwicklung des ersten Wenckstern Hot Rods. Seit der Gründung des Unternehmens 2009 baut es die Hot Rods in Kleinstserie.

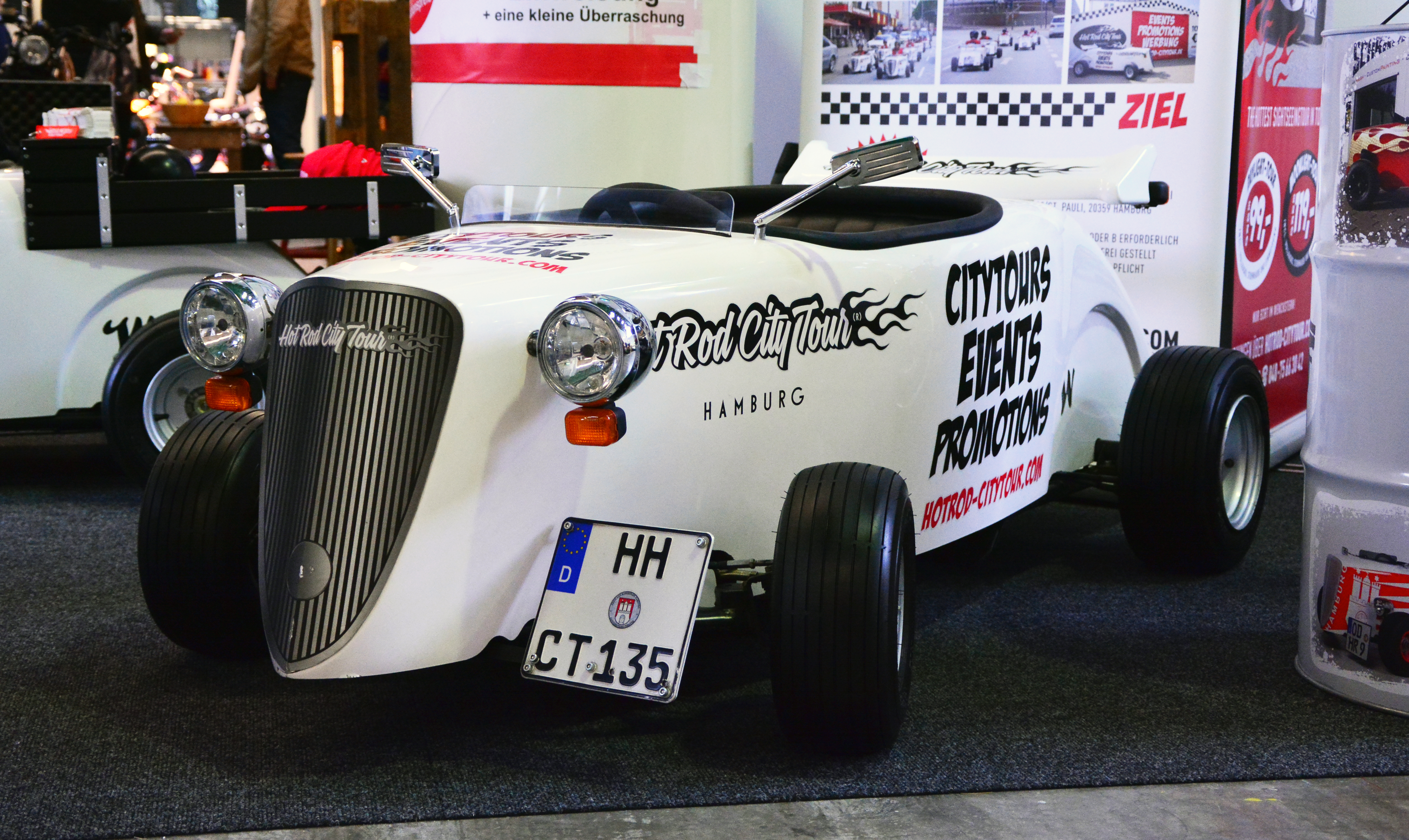
Wenckstern Hot Rod bei den Hamburger Motorrad Tagen 2015

Im Laufe der Jahre hat sich die Wenckstern GmbH auf die Vermietung von Hot Rods für geführte Touren spezialisiert. Diese Touren, bekannt als „Hot Rod Fun Touren“, wurden im Jahr 2014 unter dem Konzept der Hot Rod City Tour eingeführt. Das Konzept erhielt im selben Jahr den ADAC Tourismuspreis 2014 sowie den IdeeVorausPreis der Stadt Norderstedt für seine innovativen Ansätze im Tourismussektor.
Im Jahr 2018 startete das Unternehmen ein Franchise-System und etablierte mehr als 10 Standorte europaweit.
Im Zeitraum Januar bis September 2021 wurden 33 Fahrzeuge dieser Marke in Deutschland zugelassen.

## Technische Daten
Wencksterns Hot Rods sind 2210 mm lang,  1120 mm breit, 680 mm hoch und wiegen rund 155 kg. Das Chassis ist ein handgefertigter Rohrrahmen, die Karosserie aus glasfaserverstärktem Kunststoff.
Die Räder sind ungefedert, und sowohl vorne als auch hinten sind Trommelbremsen eingebaut. Die Handbremse ist mechanisch, und die Lenkung wirkt direkt über einen Hebel an der Lenksäule.
Der Motor ist ein Einzylinder-Viertaktmotor mit Hochspannungskondensatorzündung, Keihin-Vergaser und Luftkühlung durch ein Gebläse. Er leistet maximal 13,6 PS (10 kW) und hat einen Hubraum von 170 cm³. Das Getriebe ist stufenlos.
Die Höchstgeschwindigkeit beträgt 88 km/h.

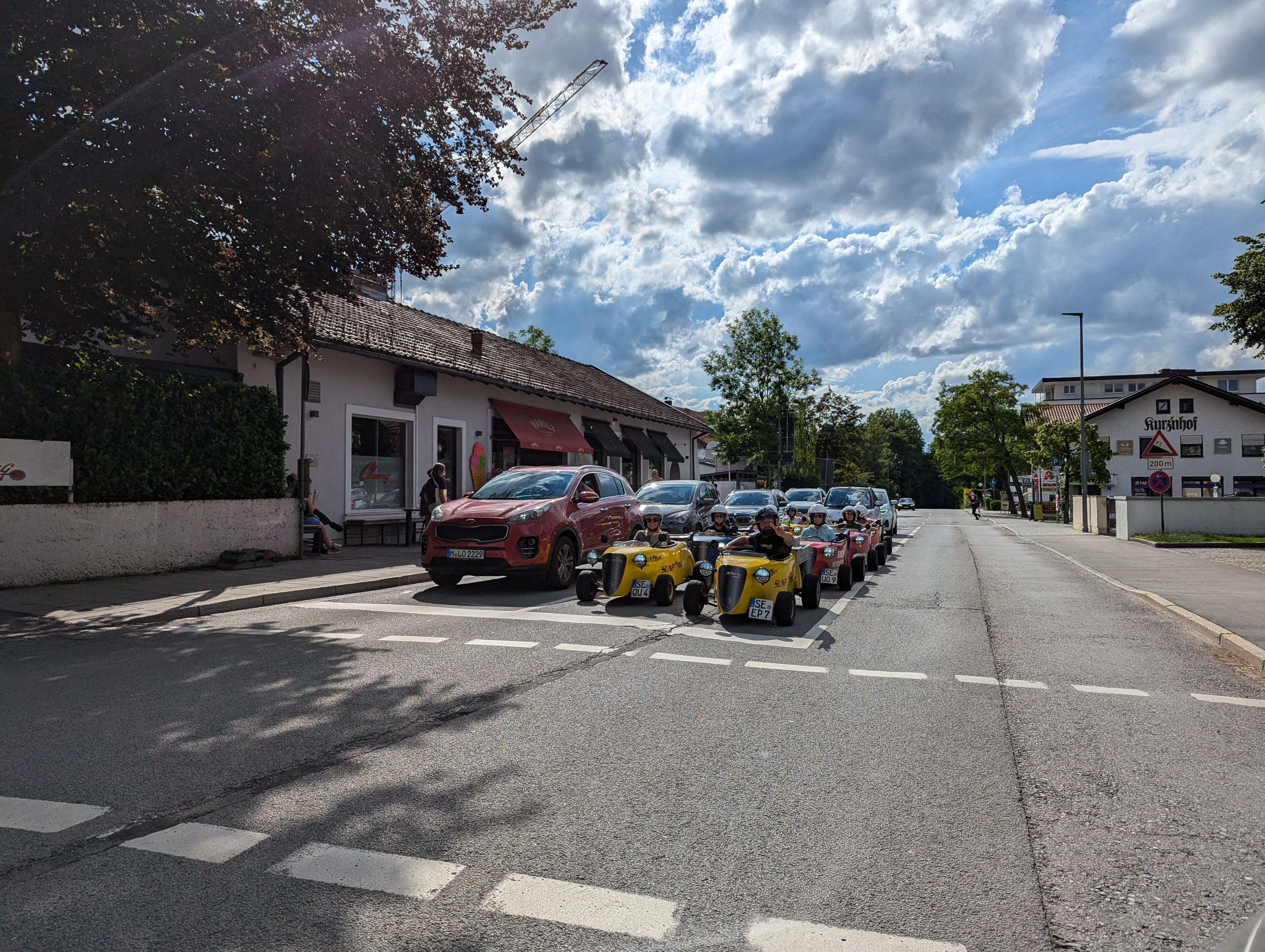
Hot Rod Fun Tour auf der Straße in Grünwald, Bayern

## Auszeichnungen
- Im Jahr 2021 errang Wenckstern den ersten Platz bei der Hot Wheels Legends Germany.[5]
- ADAC Tourismuspreis 2014